# 금보 (문화재)
금보(琴譜)는 대구광역시 중구에 있는 조선 시대의 책이다. 2012년 1월 30일 대구광역시의 유형문화재 제64호로 지정되었다.
거문고 악보인 금보는 현재까지 발굴된 약 70여종의 고악보 중에서 40여종을 차지하고 있다. 이 금보는 백호(白湖) 윤휴(尹鑴:1617~1680)의 후손가에 전해져오는 것으로 17세기 말에서 18세기 초에 필사된 것으로 추정되며 보존상태가 양호하고 현재 전해지는 다른 금보에 비해 독창성이 있다.

## 참고 자료
- 금보 - 국가유산청 국가유산포털